# Чудните мостове
Чудните мостове, Скалните мостове (остар.: Еркюприя) са скален феномен, разположен е в карстовата долина на река Еркюприя в Западните Родопи на 1450 m надморска височина, в подножието на връх Голям Персенк.
Мостовете са се образували вследствие ерозионната дейност на пълноводна в миналото река, която е преобразувала пукнатините в мраморите в дълбока водна пещера, чийто таван с течение на времето изтънява на места и се срутва. Предполага се, че отломките от срутването са били отнесени впоследствие от водите на реката.
В резултат на това са останали двата известни мраморни моста. Големият е широк около 15 m в по-широките части, дълъг почти 100 m. Състои се от три арки, като най-голямата е с височина 45 m и широчина 40 m. Малкият мост е на 200 m от големия по течението на реката – непроходим, дълъг 60 m, с обща височина 50 m, а само на арката – 30 m. След него има и съвсем малък трети мост, който представлява понорна пещера, в която водите на Еркюприя изчезват, за да се появят пак на повърхността след 3 km.
Местността около двата моста е заета от вековни иглолистни гори, съставени предимно от смърчови дървета. И двата моста са обезопасени и пригодени за туристически цели. Преминаването е позволено и върху, и под тях.
В регистъра на защитените територии и защитените зони в България, ЧУДНИТЕ МОСТОВЕ – ЕР КЮПРИЯ е защитена територия от категория: Природна забележителност.
Има един варварски обичай, възникнал след обявяването на мостовете за туристически обект – всеки турист, минал под големия мост, записва името си с въглен на стената. Върху скалните образувания в основата на големия мост са оставили следа за ниската си култура дори известни личности. Съгласно закона, драскането и поставянето на надписи в границите на природна забележителност е забранено. Глобата за това нарушение е от 500 до 5000 лева. Природолюбители почистват надписите, налагат се и глоби, но тази вандалска традиция продължава.
В близост до скалния феномен се намират множество пещери, но повечето от тях не са годни за посещения от туристи, тъй като не са осветени и обезопасени. В близост са и хижите „Чудните мостове“ и „Скалните мостове“, стопанисвани от туристическо дружество „Студенец“ – гр. Чепеларе (възможни места за туризъм и нощувка).
Чудните мостове са сред Стоте национални туристически обекта, Български туристически съюз: номер 85 – връх Голям Перелик, природна забележителност „Чудните мостове“, има печат.

## География
Намират се на няколко километра от село Забърдо. До местността има автомобилен път, който след отклонението си от пътя за Забърдо, е около 8 километра. Тази част от пътя е в лошо състояние, с трудно разминаване и подкопан на места, както и опасен за автомобили с ниско окачване.

## Други
На Чудните мостове е наречена улица в квартал „Манастирски ливади“ в София (Карта).

## Галерия
- Чудните мостове
- Големият мост, изглед отдолу.
- Малкият мост, изглед от големия.
- Река Еркюприя под Големия мост.
- Част от Чудните мостове.
- Река Еркюприя под Големия мост.